# إكيليل متشعب
إكيليل متشعب (الاسم العلمي:Coronilla ramosissima) هي نوع من النباتات يتبع جنس الإكيليل من الفصيلة البقولية.